# تعقیب (فیلم ۲۰۱۷)
تعقیب (انگلیسی: The Chase; کره‌ای: 반드시 잡는다) یک فیلم جنایی دلهره‌آور کره جنوبی محصول سال ۲۰۱۷ دربارهٔ مالک زمینی است که با یک کارآگاه سابق همکاری می‌کند تا مظنون ۳۰ ساله یک پرونده حل نشده را تعقیب کنند. این فیلم به کارگردانی کیم هونگ سون و با بازی بک یون شیک و سونگ دونگ ایل است.